# Evanger vattenkraftverk
Evanger vattenkraftverk är ett vattenkraftverk i Voss, Hordaland, Norge. Det byggdes mellan 1963 och 1977 och ägs av BKK.
Kraftverket har en effekt på 330 MW och producerar i genomsnitt 1 267 GWh el årligen, vilket gör det till det tionde största vattenkraftverket i Norge. Kraftstationen ligger 1,5 km in i berget och vatten leds till kraftstationens tre peltonturbiner genom en 34,4 km lång tunnel, med en total fallhöjd på 770 m. En av maskinhallens kortväggar är dekorerad med en betongrelief av konstnären Reidar Johan Berle.

## Källa
- ”Evanger kraftverk” (på norska). BKK. https://energi.bkk.no/artikkel/11ffdbb7-8e0a-45c8-ba39-1421f8609e01?dtmSource=%2Fvannkraft%2Fevanger. Läst 20 januari 2021.
- ”Evanger kraftverk” (på norska) (PDF). BKK. http://bkk-web.bkk.no/idaweb?dokid=10442135&filename=evanger.pdf. Läst 2 mars 2008.